# Mats Alvesson
Mats Alvesson, né le 3 novembre 1956, est un professeur suédois de sciences de gestion à l'université de Lund et à l'université du Queensland, considéré comme « l'un des initiateurs et l'une des figures les plus marquantes » des études critiques en management.
Il est aussi reconnu pour ses travaux sur la culture organisationnelle et le contrôle organisationnel par la régulation identitaire.